# Giovanni Battista Mazzini
Giovanni Battista Mazzini o Mazini (Brescia, 1677-Padua, 24 de mayo de 1743) fue un médico y matemático italiano, así como uno de los más fervientes defensores de la escuela iatromecánica.

## Obras
- Congetture fisico-meccaniche intorno le figure delle particelle componenti il ferro (en italiano). Brescia: Giovanni Maria Rizzardi. 1714.
- Mechanices morborum (en latín) 1. Brescia: Giovanni Maria Rizzardi. 1723.
- Mechanices morborum (en latín) 2. Brescia: Giovanni Maria Rizzardi. 1725.
- Mechanica medicamentorum (en latín). Brescia: Giovanni Maria Rizzardi. 1734.